# Samuel Žbogar
Samuel Žbogar (Postojna, 5. ožujka 1962.) je slovenski političar. Trenutačno obnaša dužnost ministra vanjskih poslova RS. 
Rođen je u Postojni, ali je djetinjstvo proveo u Novoj Gorici, gdje je završio i srednju školu. Diplomirani je politolog, smjer međunarodni odnosi. Bio je dugogodišnji suradnik bivšeg slovenskog ministra vanjskih poslova Dimitrija Rupela i sadašnjeg predjednika Danila Türka. 1993. godine otvorio je slovensko veleposlanstvo u Pekingu, gdje je i radio do 1995. godine. Između 2001. i 2004. godine bio Rupelov državni tajnik. Vodio je i slovensku delegaciju u predpristupnim pregovorima s NATO savezom.
Dok je Türk u razdoblju od 1997. do 2000. godine bio stalni predstavnik slovenske misije pri UN-u, Žbogar je bio njegov namjesnik. U tom je razdoblju Slovenija bila i jedna od nestalnih članica VS UN-a (1998. – 1999.) Od 2004. do 2008. bio je i veleposlanik Slovenije u SAD-u.
Od kako obnaša dužnost slovenskog ministra vanjskih poslova (od studenog 2008.), nije pretjerano omiljena ličnost u susjednoj Hrvatskoj, jer je jedan od najžešćih zagovornika blokade hrvatskih pristupnih pregovora s Europskom unijom.

## Vanjske poveznice
- Ukratko o Žbogaru na web stranici Ministarstva vanjskih poslova RS